# Partido Liberal-Demócrata de Rusia
El Partido Liberal-Demócrata de Rusia (en ruso: Либерально-демократическая партия России, romanizado: Liberalno-demokratícheskaya pártiya Rossíi) es un partido político de Rusia. Fundado en 1989 como el "Partido Liberal-Demócrata de la Unión Soviética", entre 1992 y 2022 estuvo liderado por Vladímir Zhirinovski. El partido se describe a sí mismo como reformista; sin embargo, algunos autores consideran que no es "ni liberal ni demócrata", haciendo hincapié en su carácter imperialista, ultranacionalista, autoritario y populista de derecha. El PLDR considera que sus principales oponentes políticos son Yábloko y el Partido Comunista de la Federación Rusa; al mismo tiempo que se considera un partido de oposición, sin embargo, sus diputados han compartido los votos con el gobierno de Putin la mayoría de las veces. En el último ciclo parlamentario han votado en contra de algunas leyes propuestas por el oficialismo.

## Historia
El partido fue fundado en el contexto de la Glásnost el día 13 de diciembre de 1989 bajo el nombre de "Partido Liberal-Demócrata de la Unión Soviética". Comenzó con sólo nueve miembros, pero creció con tal velocidad que unos cuantos meses después ya tenía sedes en 31 provincias de Rusia. En 1992 cambia su nombre al actual.
Según el exmiembro del Politburó del PCUS Aleksandr Nikoláievich Yákovlev, el Partido Liberal-Demócrata de Rusia fue un proyecto conjunto entre algunos líderes del PCUS y de la KGB. Yákovlev escribió en sus memorias que el director de la KGB Vladímir Kryuchkov presentó el proyecto de partido instrumental en un encuentro con Mijaíl Gorbachov y lo informó de una selección de líderes para el partido. Según la versión de Yákovlev, el nombre del partido fue inventado por el General de la KGB Filip Bobkov. Sin embargo, Bobkov dijo que él estuvo en contra de la creación de este partido bajo el control de la KGB.
El partido ha tenido relativo éxito electoral. Si bien no ha logrado llevar a sus candidatos a la presidencia del país, ha estado presente en la Duma Estatal desde las primeras elecciones en que en esta se permitió participar a otros partidos aparte del Partido Comunista de la Unión Soviética.

## Plataforma
Los principales propósitos del partido son:
- La reunificación de algunas de las repúblicas soviéticas originales bajo un Estado unitario, con una fuerte presidencia, quince gobernadores y el ruso como único idioma oficial.
- Restauración del Imperio Ruso.
- Reformar y consolidar el sistema judicial de Rusia.
- Establecimiento de la pena capital para los sentenciados por terrorismo, corrupción, asesinato premeditado y otros crímenes serios.
- Prohibición de sectas religiosas "no tradicionales" y "fanáticas" en Rusia.
- Control estatal de sectores estratégicos de la economía, especialmente recursos naturales, alcohol, tabaco y agricultura.[cita requerida]
- Bajos impuestos a productores locales.
- Derecho al trabajo.
- Reforma del sistema de seguridad social.
- Estrictos controles migratorios mediante leyes y refuerzos de las fronteras.
- Apoyo estatal a la inversión en tecnología y agricultura.[cita requerida]
- Abolición de la corrupción en el gobierno.
- Instaurar un sistema económico proteccionista.
- Control de toda la tierra agrícola por parte del Estado.

## Resultados electorales

### Elecciones presidenciales
|  | 7.98 % |

|  | 5.79 % |

|  | 2.70 % |

|  | 2.02 % |

|  | 9.5 % |

|  | 6.2 % |

|  | 5.6 % |

|  | 3.21 % |

### Elecciones legislativas
|  | 22.92 % |

|  | 11.18 % |

|  | 5.98 % |

|  | 11.45 % |

|  | 8.14 % |

|  | 11.67 % |

|  | 13.14 % |

|  | 7.55 % |